# Chodovská Huť
Chodovská Huť (németül Kuttenplaner Schmelzthal) Tři Sekery településrésze Csehországban a Karlovy Vary-i kerület Chebi járásában. Központi településétől 3 km-re délre fekszik. A 2001-es népszámlálási adatok szerint 107 lakóháza és 89 lakosa van. Területén fekszik Plánska Huť (Planer Schmelzthal) település is.